# Guy Hocquenghem
Guy Hocquenghem (Boulogne-Billancourt, 10 de desembre de 1946 - París, 28 d'agost de 1988) va ser un novel·lista, assagista i activista LGBT francès.

## Biografia
Nat en els suburbis de París, començà la seva educació secundària al liceu de Sceaux, on la seva mare era professora. Va estudiar a l'École Normale Supérieure. La seva participació en la revolta del Maig del 1968 el va acostar a el Partit Comunista Francès, que més tard el va expulsar per la seva homosexualitat. Va ensenyar Filosofia a la Universitat Vincennes-Saint Denis de París i va ser autor de nombroses novel·les i obres teòriques, a més de col·laborador habitual del diari Libération.
Hocquenghem va pertànyer al Front Homosexuel d'Action Révolutionnaire (FHAR), originalment format el 1971 per l'escissió del Mouvement Homophile de France d'un grup de lesbianes. El 1972 va anunciar públicament la seva homosexualitat a Le Nouvel Observateur, essent un dels primers homes de l'Estat francès en fer-ho.
Va escriure i va produir un documental sobre la història de l'homosexualitat, Race d'Ep! Un siècle d'image de l'homosexualité (1979). Hocquenghem va morir d'una malaltia associada amb la sida el 1988. Les seves cendres es troben al Cementiri del Père-Lachaise.

## Pensament i obra
Le désir homosexuel (1972) de Guy Hocquenghem pot ser considerada la primera obra de la teoria queer. Basant-se en l'obra teòrica de Gilles Deleuze i Félix Guattari, Hocquenghem critica els influents models de psique i desig sexual derivats de l'obra de Jacques Lacan i Sigmund Freud. L'autor també tracta la relació entre el capitalisme i la sexualitat, la dinàmica del desig i les conseqüències polítiques sobre les identitats de grup gais. L'Après-mai des faunes (1974) és el segon text de Hocquenghem en el qual tracta la teoria queer i Le dérive homosexuelle (1977) el tercer. El 1979 publicà La beauté du métis, en què analitza el sentiment antiàrab i l'homofòbia a França.
Co-ire, album systématique de l'enfance (1976) examina la sexualitat infantil des d'un punt de vista marxista, escrit conjuntament amb René Schérer.
La seva primera i més famosa novel·la és de 1982, L'amour en relief. En ella relata la història d'un jove tunisià que explora la societat francesa i descobreix mitjans amb què el plaer pot resistir-se al totalitarisme. La novel·la dona a l'homosexualitat un context de resistència al supremacisme blanc i al racisme. La colère de l'agneau és un experiment de 1985 en el qual tracta el mil·lenarisme i pren una narrativa apocalíptica amb Joan Evangelista com a protagonista. A Voyages et aventures extraordinaires du frère Angelo (1988) explora la ment d'un monjo italià que acompanya els conqueridors al Nou Món.
Hocquenghem va escriure L'âme atomique (1986) en part com a resposta a la deterioració de la seva salut, de nou en col·laboració amb Schérer. Aquesta obra pren cos amb filosofies com el dandisme, el gnosticisme i l'epicureisme. El 1987 escrigué Ève, en què combina la història del Gènesi amb la descripció dels canvis que pateix el cos a causa dels símptomes relacionats amb la sida, basant-se en el deteriorament del seu propi cos.

## Obra publicada
- Le désir homosexuel, Paris, Éditions universitaires, 1972.
- Les culs énergumènes, dans : Recherches : 3 milliards de pervers, sous la dir. de Félix Guattari, 1973.
- L'après-mai des faunes : volutions, préface de Gilles Deleuze, 1974 [recueil de textes parus entre 1968 et 1973].
- Fin de section, Paris, Christian Bourgois, 1975, recueil de nouvelles.
- Avec René Schérer, Co-ire : album systématique de l'enfance, revue Recherches, no 22, 1976.
- Avec Jean-Louis Bory : Comment nous appelez-vous déjà ? : ces hommes que l'on dit homosexuels, Paris, Calmann-Lévy, 1977.
- La dérive homosexuelle, Paris, J.-P. Delarge, 1977 [recueil de textes parus entre 1972 et 1977].
- « La loi de la pudeur », transcription de la conversation radiophonique de 1978 avec Michel Foucault et l'avocat Jean Danet, publiée dans Fous d'enfance : qui a peur des pédophiles ? (numéro coordonné par Luc Rosenzweig, avec des contributions d'André Dumargue, Bernard Faucon, Jean-Luc Hennig, Gabriel Matzneff, Jean-Jacques Passay et Gilbert Villerot), Revue Recherches, 1979, no 37
- La Beauté du métis : réflexions d'un francophobe, Paris, Ramsay, 1979.
- Race d'Ep ! : un siècle d'images de l'homosexualité (1979) [ouvrage accompagnant le film de Lionel Soukaz portant ce titre]
- Le Gay voyage : guide et regard homosexuels sur les grandes métropoles (1980).
- L'Amour en relief : roman (1981).
- Les Petits garçons : roman (1983), texte inspiré par l'affaire du Coral.
- La Colère de l'Agneau : roman (1985).
- Lettre ouverte à ceux qui sont passés du col Mao au Rotary, Paris, Albin Michel, 1986.
- Vienne (1986).
- Avec René Schérer : L'Âme atomique : pour une esthétique d'ère nucléaire (1986).
- Ève : roman (1987).
- Les Voyages et aventures extraordinaires du frère Angelo : roman (1988).
- L'Amphithéâtre des morts, mémoires anticipées (1994) [posthume].
- Oiseau de la nuit : nouvelles (1998) [reprend la nouvelle de l'auteur parue initialement dans Comment nous appelez-vous déjà ?].
- Un journal de rêve : articles de presse (1970-1987), postface d'Antoine Idier, Paris, Éd. Verticales, 2017.